# Жуан Інфанте
Жуáн Інфáнте (порт. João Infante; XV століття) — португальський дослідник африканського узбережжя. Він брав участь в експедиції Бартоломеу Діаша, яка вперше перетнула мис Доброї Надії в 1487/1488 роках, що зробило можливим подальшу подорож Васко да Гами до Індії. Під час експедиції Бартоломеу Діаша Жуан Інфанте очолював другу каравелу «São Pantaleão», яка першою перетнула мис Доброї Надії.

## Біографія
Жуан або Лопу Інфанте був сином Нуну Тріштана, португальського мореплавця на службі принца Енріке Мореплавця Як і його батько, він також виховувався при дворі принца Енріке і багато займався зі своїм батьком навігацією. Жуан Інфанте служив португальському королю Жуану II, коли останній активно поновив дослідження західноафриканського узбережжя, припинене після смерті принца Енріке. Інфанте продовжив відкриття Гвінеї, досягнувши Серра-Парда і додавши 120 ліг до відкритих до того часу земель.
У 1486 році він командував каравелою São Pantaleão (названу на честь святого Пантелеймона), другим кораблем експедиції під керівництвом Бартоломеу Діаша, яка вперше перетнула найпівденніший мис Африки, названий членами експедицією «das Tormentas» і першим вийшов на берег на східному узбережжі Африки, на «32º 80' широти, 25 лігах від острова Крус», де «він назвав своїм іменем річку, яка там протікає, яку пізніше англійці назвали річкою Великою рибною річкою».
Таким чином експедиція Бартоломеу Діаша додала до відомого португальцям африканського узбережжя ще 750 ліг. В 1487 році Жуан Інфанте повернувся до Португалії і одружився.
Деякі місця в Південній Африці названі або були названі на його честь:
- Ріо-ду-Інфанте, нині Велика рибна річка, Східнокапська провінція, ПАР;
- Мис Інфанта, Західнокапська провінція, ПАР;
- Інфанта — невелике поселення в Західнокапській провінції.